# Peneș Curcanul
Peneș Curcanul (născut Constantin Țurcanu), (n. 1 martie 1854, Vaslui - d. 15 noiembrie 1932), este numele unui erou al Războiului de Independență din 1877, fost sergent în Regimentul 13 Dorobanți. Țurcanu a participat ulterior ca voluntar în al Doilea Război Balcanic și în Primul Război Mondial, deși avea o vârstă înaintată.
Constantin Țurcanu, s-a  născut  în Principatul de atunci al Moldovei, la 1 martie 1854, în ținutul  Vasluiului, fiind singurul copil al lui Gheorghe Țurcanu și Mariei. La vârsta de 7 ani, părinții l-au dus la Huși la niște rude mai înstărite. Aici a urmat cinci clase primare, fiind printre primii copii din mahala care știa să scrie și să citească. La 15 mai 1875 a intrat în rândurile Regimentului 13 Dorobanți, iar la începutul războiului avea gradul de caporal, iar în august 1877 a ajuns sergent. Constantin Țurcanu a fost veteranul a patru campanii  purtate de armata română: Războiul de Independență 1877 – 1878, Al Doilea Război Balcanic, 1913, Primul Război Mondial 1916 – 1918 și campania din Ungaria, 1919.}}
În memoria eroilor vasluieni care au luptat în Războiul de Independență (1877- 1878) și Primul război mondial (1916- 1918), a fost construit în anul 1934 Mausoleul Peneș Curcanul, situat în Vaslui, în cimitir, realizat din marmură, piatră și bronz. Este opera sculptorului I. Scutari și a meșterilor italieni Luise Severiano și Victor Bibuitto. În partea centrală se află crucea memorială a eroului Peneș Curcanul.